# ニューハート
『ニューハート』（原題：뉴하트）は、韓国の連続テレビドラマ。名門大学病院の胸部外科を舞台に設定した医療もののドラマで、チソンが研修医役で主演した。出演は他に胸部外科長役のチョ・ジェヒョンなどで、2007年12月12日から2008年2月28日までMBCで放送された。放送開始時には全20話とされていたが、人気が高まり延長され全23話になった。

## 登場人物

### 主要人物
イ・ウンソン
演 - チソン。日本語吹替版の声：鈴木正和
新人レジデント（研修医）。胸部外科長チェ・ガングクの部下。三流大学出身。
チェ・ガングク
演 - チョ・ジェヒョン。日本語吹替版の声：宮内敦士
胸部外科長。
ナム・ヘソク
演 - キム・ミンジョン。日本語吹替版の声：花村さやか
新人レジデント（研修医）。チェ・ガングクの部下。パク院長の娘。全国1位の成績優秀者。
イ・ドングォン
演 - イ・ジフン。日本語吹替版の声：遠藤大輔
人気スター。

### その他の人物
パク・ジェヒョン
演 - チョン・ドンファン。日本語吹替版の声：佐々木敏
クァンヒ大学病院院長。チェ・ガングクの上司。
キム・テジュン
演 - チャン・ヒョンソン。日本語吹替版の声：川島得愛
胸部外科教授。
ミン・ヨンギュ
演 - チョン・ホグン
胸部外科教授。後輩のチェ・ガングクを敵視している。
イ・スンジェ
演 - ソン・ドンイル。日本語吹替版の声：上田燿司
胸部外科教授。
チョ・ボッギル
演 - チョン・ギョンスン。日本語吹替版の声：宮寺智子
看護師長。イ・スンジェ教授の妻。
キム・ジョンギル
演 - イ・ギヨン。日本語吹替版の声：世古陽丸
循環器内科長。チェ・ガングクを敵視している。
キム・ヨンヒ
演 - パク・クァンジョン
チェ・ガングクの同級生。
ペ・デロ
演 - パク・チョルミン
胸部外科医局のチーフ。
チョン・ミナ
演 - シン・ドンミ
キム・テジュン教授と不倫の仲。
ソル・レヒョン
演 - キム・ジュノ
助教授。
ウ・インテ
演 - カン・ジフ

## 制作
ファン・ウンギョンが脚本を書き、パク・ホンギュンとイ・ミヌが演出した。脚本家のファン・ウンギョンは2002年まで放送されたドラマ『田園日記』の脚本を担当した一人である。
主役の研修医役には兵役を終えて除隊し注目されていたチソンが起用され、研修医たちの上司である胸部外科長役にはチョ・ジェヒョンが起用された。チョ・ジェヒョンは、世界的映画監督キム・ギドクの作品に多く出演し、2002年のキム・ギドク監督作品『悪い男』では百想芸術大賞の最優秀演技賞を受賞している。

## 放送・配信

### 韓国
韓国では、2007年12月12日から2008年2月28日までMBCで全23回にわたって、毎回約65分放送された。放送開始時には全20話とされていたが、人気が高まり延長され全23話になった。
MBCの公式YouTubeページで動画が公開されている。

### 日本
日本では、テレビ東京で2008年8月22日から同年9月25日まで毎週月曜から金曜11時35分 - 12時30分で放送された。また、テレビ北海道では2011年5月12日から同年6月13日まで「朝のドラマ通り」枠にて、毎週月曜から金曜8時30分 - 9時25分で放送された。
フジテレビ韓流α枠にて、2010年4月1日から2010年4月30日まで毎週月曜から金曜14時7分 - 15時00分（4月30日のみ14時7分 - 15時57分で第22 - 23話を放送）で放送された。その後、BSフジ韓ドラ☆17枠にて、2010年10月26日から2010年11月25日まで毎週月曜から金曜17時00分 - 17時54分で放送された。

#### 日本語版製作スタッフ
- 演出：中野洋志
- 録音・調整：東京テレビセンター
- 担当：打越領一、藤本直樹
- 配給：アミューズソフトエンタテインメント、CJメディアジャパン
- 製作：アミューズソフトエンタテインメント
- 制作：ACクリエイト

## 評価
韓国での視聴率は第1回の約16パーセントから徐々に高くなり、第7回に25パーセントを記録し、最終回で32パーセントに達した。
2008年12月30日にソウルにあるMBC公開ホールで開催されたMBC演技大賞では、胸部外科長役で主演したチョ・ジェヒョンが男性最優秀賞を『ラスト・スキャンダル』に主演したチョン・ジュノと共に受賞し、新人研修医役を演じた主演者のチソンとキム・ミンジョンが黄金の演技賞をミニシリーズ部門で受賞し、胸部外科医局のチーフ役を演じたパク・チョルミンが黄金の演技賞を助演俳優部門で受賞した。